# Polistes industrius
Polistes industrius är en getingart som beskrevs av Théobald 1937. Polistes industrius ingår i släktet pappersgetingar, och familjen getingar. Inga underarter finns listade i Catalogue of Life.